# Zane Palmer
Zane Palmer (* 20. Jahrhundert) ist ein ehemaliger US-amerikanischer Skispringer.
Sein erstes Weltcup-Springen bestritt Palmer am 11. März 1984 in Oslo am Holmenkollen. Mit dem 10. Platz auf der Großschanze konnte er dabei bereits seine ersten Weltcup-Punkte gewinnen. Auch im zweiten Weltcup-Springen in Lake Placid kam er auf der Normalschanze auf den 10. Platz. Bei der Nordischen Skiweltmeisterschaft 1985 in Seefeld in Tirol wurde er auf der Großschanze 40. In seinem ersten Weltcup-Springen nach der Weltmeisterschaft konnte er mit Platz 9 in Lahti die beste Einzelplatzierung der Saison erreichen, die er auf Platz 42. in der Weltcup-Gesamtwertung abschloss. Am 17. Januar 1986 erreichte er in Klingenthal auf der Großschanze den 7. Platz. Dies war das höchste Einzelergebnis bei einem Weltcup-Springen und zudem die letzte Platzierung innerhalb der Top 10 in seiner Karriere. Nach einer eher glücklos verlaufenden Restsaison und einem mäßigen Start in die Saison 1986/87 beendete er nach der Nordischen Skiweltmeisterschaft 1987 in Oberstdorf, bei der er auf der Großschanze 42. und auf der Normalschanze den 52. Platz erreichte, seine aktive Skisprungkarriere.